# 洪鈺婷
洪鈺婷（2000年4月16日—），台灣AV女優、写真偶像、短劇演員，艺名歐比(OBI)。洪鈺婷早期以平面模特身份出道，後來加入ED Mosaic擔任平面模特和AV女演員，並堅持只與丈夫鍾佳峰拍攝色情影片。2024年起成為短劇女演員。

## 生平
2024年6月，洪鈺婷接受AllPlayer Studio專訪，她表示自己因為和未婚夫鍾佳峰在結婚的時候，因為經濟上的困難，希望有足夠收入拍攝婚紗照，從而決定加入平面模特行業。因年幼八歲時母親去世，加上父親家暴，最終從十二歲便離家謀生，後來認識現在的老公。

## 作品

### 短剧
| 首播年份 | 流媒體平台 | 剧名                | 角色   | 备注   |
| 2024年   | 51吃瓜網   | 重生之我不是舔狗    | 祝南星 | 女一號 |
| 2024年   | 51吃瓜網   | 我的五个倾城未婚妻  | 軒轅衫 | 女四號 |
| 2025年   | 51吃瓜網   | 我的五个倾城未婚妻2 | 軒轅衫 | 女一號 |

## 外部連結
- 洪鈺婷（Obi）的Facebook專頁
- 洪鈺婷（Obi）的X（前Twitter）
- 洪鈺婷（Obi）的Instagram帳戶
- 洪鈺婷（Obi）的4K輕寫真 （页面存档备份，存于）
- 洪鈺婷（Obi）的人像摄影 （页面存档备份，存于）
- 洪鈺婷（Obi）的AV作品在线观看（18禁） （页面存档备份，存于）
- 洪鈺婷（Obi）的AV作品官方网站（18禁） （页面存档备份，存于）